# BBC Radio 1 Live in Concert
Albums de New Order
BBC Sessions
(1990) Republic
(1993)
BBC Radio 1 Live in Concert est un album enregistré en public de New Order  sorti en 1992. Il consiste en une version éditée d'un concert donné par le groupe au festival de Glastonbury le 19 juin 1987. Le disque s'est classé à la trente-troisième place des meilleures ventes d'album au Royaume-Uni et y est certifié disque d'argent,. L'album est rréédité en 2000

## Titres
| No | Titre                      | Durée |
| -- | -------------------------- | ----- |
| 1. | Touched by the Hand of God | 4:58  |
| 2. | Temptation                 | 8:36  |
| 3. | True Faith                 | 5:46  |
| 4. | Your Silent Face           | 6:05  |
| 5. | Every Little Counts        | 4:20  |
| 6. | Bizarre Love Triangle      | 4:39  |
| 7. | Perfect Kiss               | 10:06 |
| 8. | Age of Consent             | 5:20  |
| 9. | Sister Ray                 | 9:21  |